# Daša Drndić
Dáša Drndić (Zagreb, 10 de agosto de 1946 - Rijeka, 5 de junho de 2018) foi uma escritora e tradutora literária croata.

## Obras
- Caminho até o sábado, 1982
- Como uma pedra do céu, 1984
- O duplo, Belgrado, 2002 e Zagreb, 2005
- Leica, 2003
- Canções de guerra, 2007
- Trieste, 2007
- Abril em Berlim, 2009
- Belladona, 2012